# Maggie Simpsonová
Margaret „Maggie“ Lenny Simpsonová je fiktivní postava z amerického animovaného seriálu Simpsonovi, nejmladší člen rodiny Simpsonových. V televizi se poprvé objevila 19. dubna 1987 ve skeči Simpsonových nazvaném Good Night. Maggie vytvořil a navrhl kreslíř Matt Groening, když čekal v hale kanceláře Jamese L. Brookse. Své křestní jméno dostala od Groeningovy nejmladší sestry. Po třech letech vystupování v pořadu The Tracey Ullman Show dostala rodina Simpsonových vlastní seriál na stanici Fox Broadcasting Company, který debutoval 17. prosince 1989.
Maggie je nejmladším dítětem Homera a Marge a mladší sestrou Barta a Lízy. Často je vidět, jak cucá svůj oranžový dudlík, a když jde, zakopává o své oblečení a padá na obličej. Jelikož je nemluvně, ještě se nenaučila mluvit. V prvním skeči se však objevila mluvící.
Často vydává charakteristický zvuk cucání dudlíku, který se stal synonymem pro tuto postavu. Její zvuky při cucání dudlíku obstaral tvůrce seriálu Matt Groening a první producent Gábor Csupó. Maggiiny občasné mluvené pasáže a další vokalizace obstarává Nancy Cartwrightová, ale hlas jí propůjčily také hostující hvězdy Carol Kaneová, James Earl Jones, Elizabeth Taylorová a Jodie Fosterová a stálí dabéři seriálu Yeardley Smithová a Harry Shearer. Maggie se objevila v různých médiích souvisejících se Simpsonovými včetně videoher, Simpsonových ve filmu, atrakce The Simpsons Ride, reklam a komiksů a inspirovala celou řadu zboží.

## Role vSimpsonových
Simpsonovi používají plovoucí časovou osu, ve které postavy fyzicky nestárnou, a proto se předpokládá, že se seriál odehrává v aktuálním roce. V několika epizodách byly události spojeny s konkrétním časem, ačkoli někdy byla tato časová osa v následujících epizodách popřena. Maggie je nejmladší dítě Marge a Homera a sestra Barta a Lízy. Když Marge otěhotněla s Bartem, vzali se s Homerem v kapli v Las Vegas. Aby uživil nastávající rodinu, Homer si vesměs vyžádal práci ve Springfieldské jaderné elektrárně a svou agresivní submisivitou zapůsobil na jejího majitele, pana Burnse. Když Marge otěhotněla s Lízou, o dva roky později si s Homerem koupili svůj první dům. O dalších šest let později se Homer cítil dostatečně finančně zajištěný, aby konečně opustil práci v elektrárně a přijal vysněnou práci v Barneyho kuželkárně. Marge však otěhotněla, a tak byl Homer, opět neschopný uživit rodinu, nucen znovu se ucházet o svou starou práci. V době, kdy se Maggie narodila, se u Homera projevily velké známky trápení, ale podařilo se mu najít motivaci v podobě novorozené holčičky.
V dřívějších řadách seriálu bylo Maggiiným ekvivalentem poznávací znamení zakopnutí o oblečení a pád na obličej při pokusu o chůzi, což způsobilo hlasité žuchnutí na podlahu, ale v pozdějších sériích se to zmírnilo. Má zálibu v dudlíku, který si neustále cucá.
Maggie předvedla řadu výkonů, které na její věk naznačují, že je vysoce inteligentní, podobně jako její sestra, a možná i geniální. Pomocí dětských kostek hláskovala E = mc², řídila Homerovo auto, utekla ze springfieldské školky, napsala své jméno na kreslící tabulku, hrála internetový poker, hláskovala slova pomocí dětských kostek, hrála na Lízin saxofon a se svým dudlíkem zacházela jako s cigaretou. Zbytek rodiny Simpsonových si však Maggiinu vyspělost neuvědomuje a Marge Maggie nosí všude, kam jdou, místo aby ji nechala chodit samotnou. Maggie si bedlivě všímá svého okolí a obvykle ji lze vidět, jak napodobuje tok dění kolem sebe. Vykazuje vysokou míru obratnosti a jednou udeřila Homera paličkou do hlavy a vystřelila šipku na jeho fotografii, čímž napodobila Itchyho a Scratchyho. Navzdory svému věku je Maggie zdatná střelkyně, jak je vidět v dílu Kdo postřelil pana Burnse?, v němž postřelí Montgomeryho Burnse. V dílu S Homerem přijde zákon zase postřelí skupinu mafiánů v rychlém sledu puškou, kterou zřejmě schovává ve své postýlce, kde ji v epizodě Outsider-art pravděpodobně zanechal Homer.
Maggie je obvykle vyděšená a podrážděná z Homerových pokusů sblížit se s ní, ale několikrát zasáhla, aby zachránila Homerův život: před utopením, zastřelením mafiány, únosem řidičem odtahového vozu či Russem Cargillem, šéfem Agentury pro ochranu životního prostředí Spojených států.

## Historie

### Vznik postavy
Matt Groening poprvé stvořil Maggie a zbytek rodiny Simpsonových v roce 1986 v hale kanceláře Jamese L. Brookse. Groening byl pozván, aby navrhl sérii krátkých skečů pro The Tracey Ullman Show, a měl v úmyslu představit adaptaci svého komiksu Life in Hell. Když si uvědomil, že animace Life in Hell by vyžadovala, aby se vzdal publikačních práv na své celoživotní dílo, rozhodl se Groening vydat jiným směrem a narychlo načrtl svou verzi dysfunkční rodiny a postavy pojmenoval podle členů své vlastní rodiny. Dítě rodiny dostalo jméno Maggie podle Groeningovy nejmladší sestry. 19. dubna 1987 pak Maggie debutovala se zbytkem rodiny Simpsonových ve skeči Good Night. V roce 1989 byly skeče adaptovány do půlhodinového seriálu Simpsonovi, který se měl vysílat na stanici Fox Broadcasting Company. Maggie a zbytek rodiny zůstaly hlavními postavami tohoto nového seriálu.
Celá rodina Simpsonových byla navržena tak, aby byla rozpoznatelná v siluetě. Rodina byla nakreslena hrubě, protože Groening předložil animátorům základní náčrty s tím, že je vyčistí; místo toho jen obkreslili jeho kresby. Fyzické rysy Maggie se u ostatních postav většinou nepoužívají; například v pozdějších řadách nemá žádná postava kromě Lízy společnou linii vlasů. Při navrhování Maggie a Lízy se Groening „nemohl obtěžovat ani přemýšlet o účesech dívek“. V té době Groening kreslil především černobíle a při navrhování Lízy a Maggie jim „prostě dal takový ten ostnatý hvězdicový účes, aniž by myslel na to, že budou nakonec nakresleny barevně“.
Groeninga napadlo, že by bylo vtipné mít postavu dítěte, které nemluví a nikdy nevyrostlo, ale podle scénáře projevuje veškeré emoce, které scéna vyžaduje. Mezi Maggiiny komediální znaky patří její tendence zakopávat a dopadat na obličej při pokusech o chůzi a záliba v cucání dudlíku, jehož zvuk se stal ekvivalentem její hlášky a který Groening původně vytvořil v období The Tracey Ullman Show. V prvních řadách seriálu Maggie cucala dudlík přes dialogy ostatních postav, ale to bylo zrušeno, protože to producenti považovali za příliš rušivé.

### Hlas
Až na několik výjimek Maggie nikdy nemluví, ale účastní se dění kolem sebe a vyjadřuje se jemnými gesty a mimikou. První Maggiiny repliky zazněly ve skeči Good Night, prvním skeči vysílaném v The Tracey Ullman Show, poté, co rodina usne. Při této příležitosti Maggie namluvila Liz Georgesová.
Spíše než mluvením je Maggie známá tím, že vydává charakteristický zvuk „cucání“ dudlíku. Tento zvukový efekt původně poskytl tvůrce seriálu Matt Groening pro první epizody The Tracey Ullman Show a také Gábor Csupó, výkonný producent animace prvních 60 epizod. Zvuk cucání je slyšet ve všech dosavadních vystoupeních Maggie a obvykle se jedná o archivní zvuk z Groeningových nebo Csupóových původních nahrávek. Kromě cucání vydává Maggie i jiné zvuky, například občasné kvílení a žvatlání. Ve většině případů tyto vokály obstarávají Nancy Cartwrightová nebo Yeardley Smithová.
Ačkoli dříve mluvila ve fantaziích a snových pasážích, jako například v díle Bart kazisvět, v němž ji namluvila Carol Kaneová. První Maggiino slovo pronesené v normální kontinuitě seriálu se objevilo v dílu Lízino první slovo, kdy ji namluvila Elizabeth Taylorová. Ačkoli to bylo pouze jedno slovo („Táta“), musela Taylorová tuto roli nahrát mnohokrát, než byli producenti spokojeni. James Earl Jones namluvil Maggie v Pátém speciálním čarodějnickém dílu. Maggie měla později krátký dialog ve Speciálním čarodějnickém dílu 10. řady, který namluvil Harry Shearer, jenž použil svůj hlas Kanga. V dřívějších epizodách namluvila Yeardley Smithová mnoho Maggiiných skřeků, výkřiků, smíchů a občasných mluvených částí, v pozdějších řadách její části namluvila Nancy Cartwrightová (včetně jediné věty, kterou pronesla během závěrečných titulků Simpsonových ve filmu). Jodie Fosterová namluvila Maggie inspirovanou Howardem Roarkem v epizodě 20. řady Čtyři velké ženy a manikúra.

## Přijetí

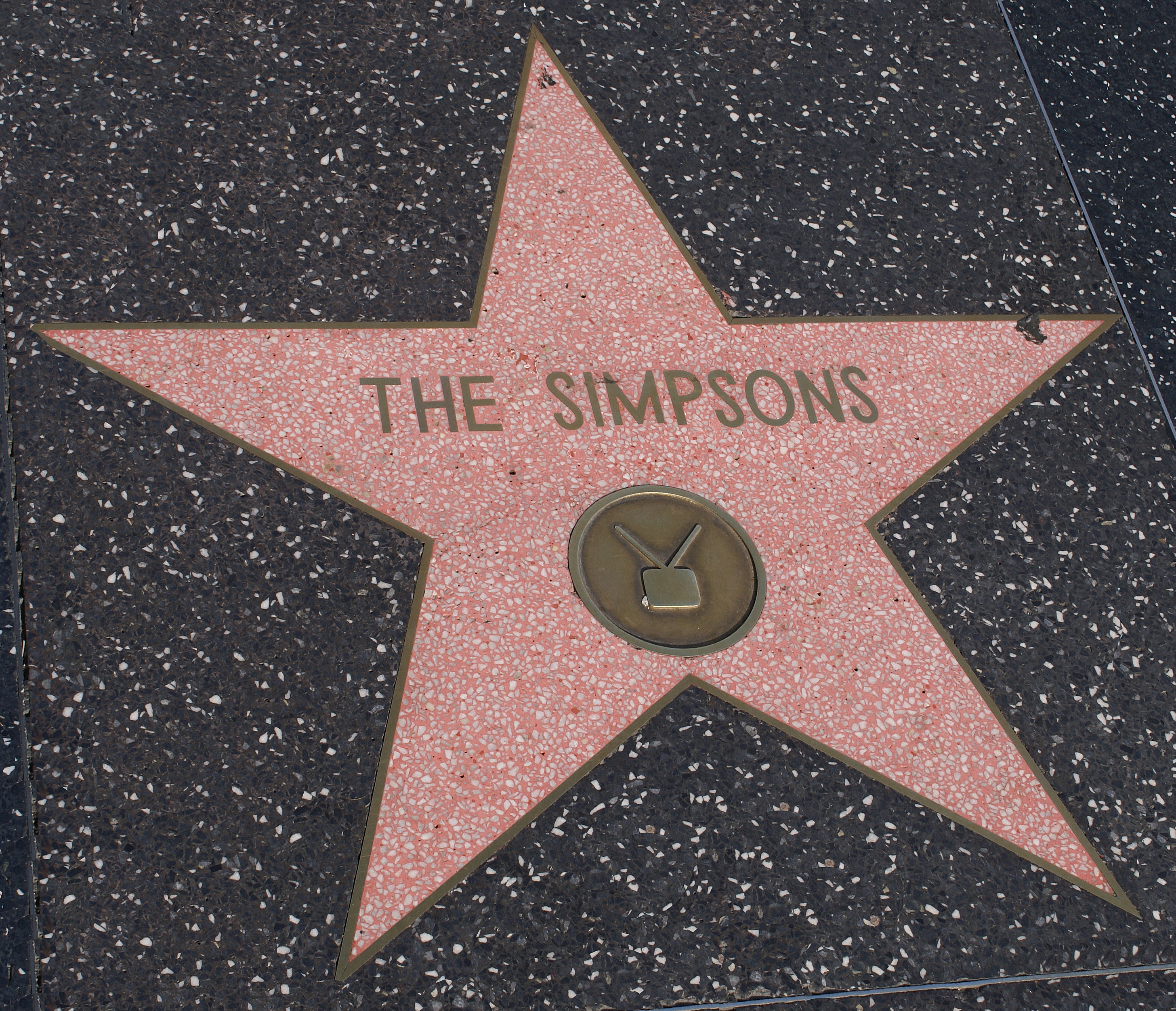
V roce 2000 získala Maggie spolu s ostatními členy rodiny Simpsonových hvězdu na Hollywoodském chodníku slávy

Maggie se dočkala uznání jak ze strany diváků, tak kritiků. Nancy Basileová z About.com uvedla, že její nejoblíbenější scény s Maggie v Simpsonových jsou ty, ve kterých se chová spíše jako dospělá než jako roční dítě. Mezi její nejoblíbenější scény s Maggie patří scény z dílů Skinner – sladký nepřítel a Milenec Lady Bouvierové, kde se Maggie setkává se svým úhlavním nepřítelem, Geraldem, a jedna scéna z dílu Bartův trest, ve kterém má Bart hlídat Maggie, ale ta uteče a sveze se Homerovým autem. Basileová také dodala, že „Maggie je nejroztomilejší dítě v rodině Simpsonových“. Komik Ricky Gervais označil díl A s Maggie jsou tři za svou druhou nejoblíbenější epizodu seriálu a řekl, že scéna v závěru, kdy Homer vyvěsí nad svůj stůl obrázky Maggie, mu způsobila „knedlík v krku, když si na ni vzpomněl“. Todd Everett v časopise Variety označil scénu v dílu Lízino první slovo, kdy Maggie řekne své první slovo, za „docela srdceryvnou“.
V roce 2006 byla Elizabeth Taylorová za svůj výkon v roli Maggie v Lízině prvním slově zařazena na 13. místo v žebříčku IGN 25 nejlepších simpsonovských hostů. James Earl Jones, hlas Maggie v Pátém speciálním čarodějnickém dílu, byl ve stejném žebříčku označen za sedmou největší hostující hvězdu seriálu. V roce 2000 byla Maggie a zbytek rodiny Simpsonových oceněna hvězdou na Hollywoodském chodníku slávy, který se nachází na adrese 7021 Hollywood Boulevard.

### Další výskyty
Dne 12. září 1991 byly vydány čtyři dětské knihy napsané Maggie Groeningovou (po níž byla Maggie pojmenována) a ilustrované Mattem Groeningem. Maggie byla vyrobena jako figurka v rámci řady hraček World of Springfield a byla vydána v první vlně herní sady „Living Room“, kde je společně s Marge v obývacím pokoji domu Simpsonových. Maggie se objevila v reklamách na Burger King, Butterfinger, C.C. Lemon, Domino's Pizza, Ramada Inn a Subway.
Maggie se objevila i v dalších médiích týkajících se seriálu Simpsonovi. Je postavou ve všech videohrách Simpsonových, vedle televizního seriálu se Maggie pravidelně objevovala v číslech komiksů Simpsonových, které vycházely v letech 1993–2018. Maggie hraje také roli v The Simpsons Ride, atrakci, jež byla spuštěna v roce 2008 v Universal Studios Florida a Hollywood. Maggie si zahrála v krátkém filmu Simpsonovi: Maggie zasahuje, jenž byl v kinech uveden před Dobou ledovou 4 v roce 2012.
Dne 9. dubna 2009 představila Poštovní služba Spojených států sérii pěti známek v hodnotě 44 centů s Maggie a dalšími čtyřmi členy rodiny Simpsonových. Jsou to první postavy z televizního seriálu, kterým se dostalo tohoto uznání ještě v době, kdy se seriál natáčí. Známky, jejichž autorem je Matt Groening, byly k dispozici ke koupi 7. května 2009. V anketě USPS byla Maggiina známka zvolena nejoblíbenější z celé pětice.
Maggie účinkovala také v krátkém 3D filmu Rande s osudem, který byl uveden v kinech před filmem Frčíme roku 2020. Roku 2021 byl na Disney+ vydán krátký film Síla se probouzí po šlofíku, ve kterém je Maggie také ústřední postavou.